# Vulgus
Vulgus (バルガス) est le premier jeu vidéo développé par Capcom. Il s'agit d'un shoot 'em up, sorti sur système d'arcade Z80 Based en mai 1984,.

## Système de jeu
Le principe de Vulgus est assez simple, il pose néanmoins les bases des shoot them ups à scrolling vertical à venir.
Le joueur contrôle un vaisseau spatial dont l'unique but est de détruire les véhicules ennemis déferlant sur lui. Le vaisseau dispose pour cela de deux armes différentes : un tir normal utilisable indéfiniment, et des bombes disponibles en quantité limitée. Il est possible de recharger le stock de bombes en passant sur les icônes Pow qui apparaissent sporadiquement à l'écran (cette icône sera réutilisée dans de nombreux autres jeux Capcom, comme 1941: Counter Attack, Bionic Commando ou Exed Exes).
Le jeu n'a pas de niveaux, un décor alternant entre la surface aride d'une planète et l'espace défile indéfiniment en arrière-plan. La partie se termine lorsque le joueur a perdu ses trois vies.

## Adaptations
- Vulgus est disponible dans la compilation Capcom Generation 3, sortie en 1998 sur PlayStation et Saturn.
- Une version PC et PDA du jeu, disponible gratuitement sur le site Capcom, a été réalisée en 2001.
- Vulgus est disponible dans la compilation Capcom Classics Collection, sortie en 2005 sur PlayStation 2 et Xbox.

## À noter
- L'une des phrases de victoire de Captain Commando dans le jeu Marvel vs. Capcom: Clash of Super Heroes est « Capcom's first game was Vulgus, made in 1984! » (« Le premier jeu Capcom est Vulgus, réalisé en 1984 ! »).
- Un des ennemis rencontré dans Vulgus, le Yashichi, réapparaitra ensuite dans différents jeux Capcom, le plus souvent sous forme d'un bonus. De même, c'est la première apparition de l'icone « Pow », qui sera par la suite reprise dans plusieurs jeux.
- L'une des phrases de victoire de Deadpool dans le jeu Marvel vs. Capcom 3: Fate of Two Worlds est « Je vous laisse, je dois retourner pétitionner pour que Capcom sorte Vulgus 2 (Soyez patients !) »